# کامیگیو، کیوتو
بخش کامیگیو (به لاتین: Kamigyō-ku) یک منطقهٔ مسکونی در ژاپن است که در کیوتو واقع شده‌است. بخش کامیگیو ۷٫۰۳ کیلومتر مربع مساحت و ۸۵٬۱۱۳ نفر جمعیت دارد.